# Serviço Social da Indústria 2023-2024
Questa voce raccoglie le informazioni riguardanti il Serviço Social da Indústria nella stagione 2023-2024.

## Stagione
Il Serviço Social da Indústria utilizza la denominazione sponsorizzata Sesi-Bauru nella stagione 2023-24.
Partecipa per la quindicesima volta alla Superliga Série A, classificandosi al terzo posto al termine della regular season: si qualifica quindi per i play-off scudetto, dove ai quarti di finale supera l'ABCD e in semifinale supera in tre gare la Norte Catarinense, classificandosi per la finale, in cui conquista il secondo scudetto della propria storia ai danni del BVC. In Coppa del Brasile si supera il Suzano ai quarti di finale, venendo poi eliminato in semifinale dal Sada.
A livello statale, invece, viene eliminato durante le semifinali del Campionato Paulista, sconfitto dal Suzano, ottenendo un terzo posto finale.

## Organigramma societario
Area direttiva
- Presidente: Josué Gomes da Silva

Area tecnica
- Allenatore: Anderson Rodrigues
- Assistente allenatore: José Rodolfo Lino, Silvestre de Oliveira Junior

## Rosa
| N° | Nome                 | Ruolo | Data di nascita   | Nazionalità sportiva |
| -- | -------------------- | ----- | ----------------- | -------------------- |
| 1  | Juan Pablo Gama      | P     | 25 novembre 2003  | Brasile              |
| 2  | Mateus Bender        | P     | 20 ottobre 2002   | Brasile              |
| 3  | Tiago Wesz           | S     | 12 febbraio 1989  | Brasile              |
| 4  | Pedro Gonçalves      | S     | 7 gennaio 2004    | Brasile              |
| 5  | Victor Santos        | L     | 29 ottobre 2002   | Brasile              |
| 6  | Robert dos Anjos     | S     | 29 marzo 2002     | Brasile              |
| 7  | Thiery do Nascimento | C     | 2 giugno 2003     | Brasile              |
| 9  | Marcos Júnior        | O     | 11 novembre 2003  | Brasile              |
| 10 | Maycon Leite         | C     | 6 maggio 1992     | Brasile              |
| 11 | Thiago Veloso        | P     | 15 agosto 1993    | Brasile              |
| 12 | Guilherme Emina      | S     | 10 luglio 1994    | Brasile              |
| 13 | João Vitor Santos    | S     | 7 marzo 1999      | Brasile              |
| 14 | Vinícius Sousa       | C     | 31 gennaio 2001   | Brasile              |
| 15 | Douglas Pureza       | L     | 16 novembre 1996  | Brasile              |
| 16 | Éder Carbonera       | C     | 19 ottobre 1983   | Brasile              |
| 17 | Luiz Daniel          | S     | 13 luglio 2004    | Brasile              |
| 18 | Darlan de Souza      | O     | 24 giugno 2002    | Brasile              |
| 19 | Makollys Marti       | C     | 4 marzo 2003      | Brasile              |
| 20 | Lukas Bergmann       | S     | 25 marzo 2004     | Brasile              |
| 21 | Newton Fernandes     | O     | 22 settembre 2000 | Brasile              |

## Mercato
| Acquisti | Acquisti         | Acquisti    | Acquisti   |
| R.       | Nome             | da          | Modalità   |
| -------- | ---------------- | ----------- | ---------- |
| S        | Robert dos Anjos | Vôlei Pró   | definitivo |
| C        | Maycon Leite     | Roeselare   | definitivo |
| L        | Victor Santos    | APROV       | definitivo |
| P        | Thiago Veloso    | Montpellier | definitivo |

| Cessioni | Cessioni            | Cessioni         | Cessioni   |
| R.       | Nome                | a                | Modalità   |
| -------- | ------------------- | ---------------- | ---------- |
| S        | Victor Cardoso      | Chaumont         | definitivo |
| P        | Eduardo Carísio     | České Budějovice | definitivo |
| C        | Leonardo de Andrade | BVC              | definitivo |
| L        | Murilo Endres       | -                | ritirato   |

## Risultati

### Superliga Série A

#### Girone di andata
| 1ª giornata - 12 novembre 2023 Ginásio do Taquaral, Campinas                | BVC               | 3 - 0 | Sesi            | 25-20, 25-23, 25-19        |
| 2ª giornata - 19 novembre 2023 Ginásio Marcello de Castro Leite, San Paolo  | Sesi              | 3 - 1 | ABCD            | 25-20, 22-25, 29-27, 25-19 |
| 3ª giornata - 24 novembre 2023 Arena Suzano, Suzano                         | Suzano            | 0 - 3 | Sesi            | 19-25, 19-25, 21-25        |
| 4ª giornata - 30 novembre 2023 Ginásio Marcello de Castro Leite, San Paolo  | Sesi              | 0 - 3 | Amigos do Vôlei | 18-25, 21-25, 23-25        |
| 5ª giornata - 6 dicembre 2023 Ginásio Sebastião Cruz, Blumenau              | APAN              | 0 - 3 | Sesi            | 23-25, 22-25, 19-25        |
| 6ª giornata - 16 novembre 2023 Ginásio do Riacho, Belo Horizonte            | Sada              | 3 - 0 | Sesi            | 25-19, 25-22, 25-20        |
| 7ª giornata - 18 dicembre 2023 Centreventos Cau Hansen, Joinville           | Norte Catarinense | 3 - 1 | Sesi            | 30-32, 25-15, 25-23, 31-29 |
| 8ª giornata - 22 dicembre 2023 Ginásio Marcello de Castro Leite, San Paolo  | Sesi              | 3 - 0 | AEESB           | 25-13, 25-19, 25-20        |
| 9ª giornata - 8 gennaio 2024 Ginásio Ponte Grande, Guarulhos                | Índios Guarus     | 0 - 3 | Sesi            | 15-25, 19-25, 26-28        |
| 10ª giornata - 13 gennaio 2024 Ginásio Marcello de Castro Leite, San Paolo  | Sesi              | 3 - 1 | Minas           | 25-21, 25-23, 23-25, 30-28 |
| 11ª giornata - 17 gennaio 2024 Ginásio Poliesportivo Raul Belém, Uberlândia | Academia do Vôlei | 0 - 3 | Sesi            | 24-26, 19-25, 21-25        |

#### Girone di ritorno
| 12ª giornata - 22 gennaio 2024 Ginásio Marcello de Castro Leite, San Paolo  | Sesi            | 3 - 0 | BVC               | 32-30, 25-17, 25-23               |
| 13ª giornata - 30 gennaio 2024 Ginásio General Mário Brum, Uberlândia       | ABCD            | 3 - 2 | Sesi              | 25-23, 29-27, 23-25, 21-25, 15-10 |
| 14ª giornata - 4 febbraio 2024 Ginásio Paulo Skaf, Bauru                    | Sesi            | 3 - 0 | Suzano            | 25-20, 25-21, 25-12               |
| 15ª giornata - 9 febbraio 2024 Farma Conde Arena, São José dos Campos       | Amigos do Vôlei | 1 - 3 | Sesi              | 16-25, 23-25, 25-22, 16-25        |
| 16ª giornata - 20 febbraio 2024 Ginásio Paulo Skaf, Bauru                   | Sesi            | 2 - 3 | APAN              | 25-22, 23-25, 23-25, 25-23, 11-15 |
| 17ª giornata - 25 febbraio 2024 Ginásio Paulo Skaf, Bauru                   | Sesi            | 0 - 3 | Sada              | 17-25, 25-27, 21-25               |
| 18ª giornata - 1º marzo 2024 Ginásio Paulo Skaf, Bauru                      | Sesi            | 0 - 3 | Norte Catarinense | 25-27, 17-25, 32-34               |
| 19ª giornata - 6 marzo 2024 Ginásio Municipal Tancredo Neves, Montes Claros | AEESB           | 0 - 3 | Sesi              | 21-25, 17-25, 22-25               |
| 20ª giornata - 16 marzo 2024 Ginásio Paulo Skaf, Bauru                      | Sesi            | 3 - 1 | Índios Guarus     | 25-21, 25-22, 23-25, 25-23        |
| 21ª giornata - 22 marzo 2024 Arena Juscelino Kubitschek, Belo Horizonte     | Minas           | 0 - 3 | Sesi              | 18-25, 20-25, 17-25               |
| 22ª giornata - 27 marzo 2024 Ginásio Paulo Skaf, Bauru                      | Sesi            | 3 - 0 | Academia do Vôlei | 25-17, 25-23, 25-21               |

#### Play-off scudetto
| Quarti di finale (gara 1) - 1º aprile 2024 Ginásio Paulo Skaf, Bauru             | Sesi              | 2 - 3 | ABCD              | 16-25, 33-35, 25-21, 25-17, 11-15 |
| Quarti di finale (gara 2) - 5 aprile 2024 Ginásio General Mário Brum, Uberlândia | ABCD              | 2 - 3 | Sesi              | 24-26, 18-25, 25-23, 25-23, 13-15 |
| Quarti di finale (gara 3) - 10 aprile 2024 Ginásio Paulo Skaf, Bauru             | Sesi              | 3 - 1 | ABCD              | 20-25, 25-19, 25-21, 25-18        |
| Semifinali (gara 1) - 13 aprile 2024 Ginásio Paulo Skaf, Bauru                   | Sesi              | 3 - 2 | Norte Catarinense | 25-23, 21-25, 33-35, 25-22, 15-13 |
| Semifinali (gara 2) - 18 aprile 2024 Centreventos Cau Hansen, Joinville          | Norte Catarinense | 3 - 2 | Sesi              | 19-25, 25-21, 16-25, 25-22, 21-19 |
| Semifinali (gara 3) - 22 aprile 2024 Ginásio Paulo Skaf, Bauru                   | Sesi              | 3 - 0 | Norte Catarinense | 25-17, 25-20, 25-20               |
| Finale - 28 aprile 2024 Ginásio Paulo Skaf, Bauru                                | Sesi              | 3 - 0 | BVC               | 16-25, 23-25, 20-25               |

### Coppa del Brasile
| Quarti di finale - 24 gennaio 2024 Ginásio Paulo Skaf, Bauru | Sesi | 3 - 0 | Suzano | 30-28, 30-28, 25-21 |
| Semifinali - 9 marzo 2024 Arena Multiuso, São José           | Sada | 3 - 0 | Sesi   | 25-16, 25-19, 25-21 |

## Statistiche

### Statistiche di squadra
| Competizione      | Punti | In casa | In casa | In casa | In trasferta | In trasferta | In trasferta | Totale | Totale | Totale |
| Competizione      | Punti | G       | V       | P       | G            | V            | P            | G      | V      | P      |
| ----------------- | ----- | ------- | ------- | ------- | ------------ | ------------ | ------------ | ------ | ------ | ------ |
| Superliga Série A | 44    | 16      | 11      | 5       | 13           | 8            | 5            | 29     | 19     | 10     |
| Coppa del Brasile | -     | 1       | 1       | 0       | 0            | 0            | 0            | 2      | 1      | 1      |
| Totale            | -     | 17      | 12      | 5       | 13           | 8            | 5            | 31     | 20     | 11     |

### Statistiche dei giocatori
| Giocatore        | Superliga Série A | Superliga Série A | Superliga Série A | Superliga Série A | Superliga Série A |
| Giocatore        | P                 | PT                | AV                | MV                | BV                |
| ---------------- | ----------------- | ----------------- | ----------------- | ----------------- | ----------------- |
| M. Bender        | 23                | 0                 | 0                 | 0                 | 0                 |
| L. Bergmann      | 29                | 372               | 324               | 25                | 23                |
| É. Carbonera     | 25                | 172               | 127               | 27                | 18                |
| L. Daniel        | 1                 | 0                 | 0                 | 0                 | 0                 |
| D. de Souza      | 29                | 626               | 546               | 26                | 55                |
| R. dos Anjos     | 24                | 45                | 38                | 7                 | 0                 |
| T. do Nascimento | 27                | 200               | 145               | 49                | 6                 |
| G. Emina         | 28                | 166               | 133               | 16                | 17                |
| N. Fernandes     | 27                | 44                | 37                | 7                 | 0                 |
| J.P. Gama        | 7                 | 1                 | 1                 | 0                 | 0                 |
| P. Gonçalves     | -                 | -                 | -                 | -                 | -                 |
| M. Júnior        | 0                 | 0                 | 0                 | 0                 | 0                 |
| M. Leite         | 16                | 77                | 59                | 16                | 2                 |
| M. Marti         | 0                 | 0                 | 0                 | 0                 | 0                 |
| D. Pureza        | 27                | 0                 | 0                 | 0                 | 0                 |
| J.V. Santos      | 3                 | 1                 | 1                 | 0                 | 0                 |
| V. Santos        | 20                | 0                 | 0                 | 0                 | 0                 |
| V. Sousa         | 4                 | 8                 | 7                 | 1                 | 0                 |
| T. Veloso        | 29                | 42                | 13                | 17                | 12                |
| T. Wesz          | 9                 | 7                 | 5                 | 2                 | 0                 |

P = presenze; PT = punti totali; AV = attacchi vincenti; MV = muri vincenti; BV = battute vincenti

NB: Non sono disponibili i dati relativi alla Coppa del Brasile e, di conseguenza, quelli totali.